# Jumbo Live
Jumbo Live è un album dei Jumbo, registrato dal vivo a Parigi nel febbraio del 1990 e pubblicato dalla Mellow Records nel 1992.

## Tracce
Brani composti da Alvaro Fella, eccetto dove indicato.
1. Specchio – 7:26
2. Come vorrei essere uguale a te – 8:05
3. Vangelo? – 4:35
4. Miss Rand - 4:57
5. Via Larga – 4:31
6. Dio è - 3:20
7. 40 gradi – 6:40
8. No! – 4:02 (Andrea Lo Vecchio, Alvaro Fella)

Durata totale: 43:36

## Musicisti
- Alvaro Fella - voce, chitarra acustica
- Dario Guidotti - flauto, armonica, sassofono, chitarra acustica 12 corde
- Daniele Bianchini - chitarra elettrica
- Paolo Dolfini - pianoforte, moog, sintetizzatori
- Aldo Gargano - basso
- Tullio Granatello - batteria "Tamburo"